# Fekete István (író, 1932)
Fekete István (Ajka, 1932. február 28. –) író, közíró, fizikoterapeuta, Fekete István fia.

## Életrajz
A Gödöllői gimnáziumban tanult,[forrás?] majd egy-egy évet járt az Agrártudományi Egyetemre, A Közgazdasági Egyetemre, a Katolikus Hittudományi Egyetemre. Mindegyik helyről osztályidegenség miatt elbocsátották. 1956-ban a Széna téri felkelők közt harcolt mint a páncéltörő egység irányítója. November 4. után Bécsen és Münchenen keresztül Kanadába vándorolt ki. Az első hat évben pincér, gyári munkás, francia tolmács magyar favágók mellett és masszőr is volt. 1963-ban barátai hívására Chicagóba látogatott, majd végleg ott telepedett meg. Itt fejezte be az egyetemet, három diplomát szerzett: 1965-ben fizikoterapeutai, 1967-ben fizikai, 1972-ben metafizikai doktorátust. Ugyanettől az évtől egy magánsportklub osztályvezetője volt 2004-ig.
Irodalommal harmincöt évesen kezdett foglalkozni, eleinte politikai írásokat közölt a Chicago Tribune-ban, itt kezdett elbeszéléséket írni. 1975-től 1985-ig a Chicago és Környéke című lap társtulajdonosa és főszerkesztője. Írásai megjelentek az alábbi lapokban: Krónika, Itt-ott, Nemzetőr, Szivárvány, Magyar Kéve. A Kanadai Magyarságban és az Amerikai Magyarságban állandó rovata van. 
2008-ban a Vuk és a simabőrűek című regényéből Kis Vuk címmel rajzfilm készült.

## Díjai,elismerései
- Numismatica Hungarica emlékérem, 1984

## Művei
- Ítéletidő, Árpád, Cleveland, 1979
- Hajótörött Nemzedék, Vörösváry, Toronto, 1983
- Zászlóalj a Don-kanyarban, Móra, Budapest, 1999
- Vuk és a simabőrűek, Móra, Budapest, 2000
- Keresztutak, Móra, Budapest, 2001
- Fekete István az édesapám volt, Móra, Budapest, 2004
- Karácsonyok fényessége, Szent István társulat, Budapest, 2004
- Fekete Istvánra emlékezve, Móra, Budapest, 2005
- Emlékek gyalogútján, Szent István társulat, Budapest, 2006
- Amerika ez is, Lazi, Szeged, 2006
- Nők, nők, nők avagy három magyar Amerikában, Zenit Budapest, 2007
- Csí és Vit meg az emberek, Móra, Budapest, 2008
- USA, USA, Usa te csodás?, Zenit, Budapest, 2008
- Vuk újra otthon, Móra, Budapest, 2009
- Bogáncs Amerikában, Móra, Budapest, 2010
- A nők bolondja, Zenit, Budapest, 2011
- 50 történet a nőkről, Zenit, Budapest, 2012
- A csillagok földjén. Amerika magyar hangja, Zenit, Budapest, 2013
- Emberek vagyunk. Az Utolsó karácsony és más elbeszélések, Kairosz, Budapest, 2013
- Bridzsezzünk, mosolyogjunk, tanuljunk!, Zenit, Budapest, 2014
- Meztelen város. Válogatott írások, Budapest, 2016
- A szerencse fia; Zenit Könyvek, Budapest, 2020
- A pszichológus díványán; Zenit Könyvek, Budapest, 2020
- Elindultam... Életem első 24 éve; Zenit Könyvek, Budapest, 2020
- Bűn lenne panaszkodnom; Zenit Könyvek, Budapest, 2020
- M. Mester Katalin: Maratoni interjú. Fekete Istvánról ifj. Fekete Istvánnal; riporter; 2. jav. kiad.; szerzői, Veszprém–Devecser, 2022
- Vándorutakon. Budapestről Chicagóba és tovább...; Zenit Könyvek, Budapest, 2022
- Vallomás...; Zenit Könyvek, Budapest, 2023

## További Információk
- Borbándi Gyula: Nyugati magyar irodalmi lexikon és bibliográfia, 2006